# Диазиридины
Диазириди́ны (1,2-диазациклопропа́ны) — класс полиазотистых гетероциклических соединений, содержащих в
своем ядре трехчленный цикл с включенными в него двумя атомами азота.

## Физические свойства
Диазиридины представляют собой бесцветные порошки, масла или жидкости. Ограниченно растворимы в воде, хорошо — в органических растворителях. Наиболее изученным представителем класса является N,N'-этилен-бис-(3,3-диметилдиазиридин). Представляет собой белый кристаллический порошок с желтоватым оттенком, легко растворимый в воде, в 95 % спирте, хлороформе. Температура плавления 113—118 С.

## Синтез диазиридинов
Диазиридины, не содержащие заместителей у атомов азота цикла, включая спироструктуры, могут быть синтезированы одним из следующих методов:
1. Взаимодействие кетонов с аммиаком и гидроксиламин-О-сульфокислотой (HASA) в водно-метанольной среде при пониженной температуре (-30 С) с последующим нагреванием до 20 С[1].
2. Взаимодействие кетонов, аммиака и монохлорамина. Оптимальные условия — хлорирование раствора жидкого аммиака в метаноле действием ButOCl при низкой температуре c последующим смешением с жидким кетоном[2].
3. Посредством предварительного получения гидроксиламин-О-сульфокислот или их эфиров, которые далее обрабатывают током газообразного аммиака в воде или в метаноле[3].

Синтез N-замещенных диазиридинов подробно описан в ряде литературных источников.

## Фармакология

### Активность
Согласно предварительным исследованиям, 100 % изученных молекул диазиридинов обладают ярко выраженной нейротропной активностью (антидепрессивной, транквилизирующей, нейролептической или их совокупностью). Некоторые молекулы по своей активности превосходят такие «эталонные препараты», как флуоксетин, амитриптилин, ниаламид, имипрамин и прочие по степени эффекта, времени начала действия, а также значительно менее токсичны.

Спектр психотропного действия N,N'-этилен-бис-(3,3-диметилдиазиридина) и некоторых других представителей класса диазиридинов был выявлен с использованием моделей психопатологических состояний у животных. О наличии и особенностях антидепрессивного действия у изучаемых соединений свидетельствуют результаты оценки их активности на модели депрессии поведения «выученная беспомощность». Показатели поведения стрессированных мышей, получавших инъекции N,N'-этилен-бис-(3,3-диметилдиазиридина), начали нормализовываться после двухдневного введения. При этом пиразидол в аналогичных условиях уменьшал латентный период избеганий лишь на шестые сутки, а действие мелипрамина проявлялось на двенадцатые сутки.

### Токсичность
Диазиридины являются малотоксичными веществами. Введение N,N'-этилен-бис-(3,3-диметилдиазиридина) в лекарственной форме в течение полугода крысам и собакам не вызывает нарушений общего состояния, динамики массы тела, гематологических и биохимических показателей, функциональной активности печени и почек, гистологической структуры внутренних органов.

### Механизм действия
Механизм действия диазиридинов недостаточно изучен. Известно, что диазиридины, проявляющие антидепрессивное и транквилизирующее действие, являются частичными позитивными модуляторами mGluR1, селективными антагонистами mGluR2, частичными антагонистами mGluR8 и ингибиторами 5-HT3. Диазиридины, проявляющие нейролептическое действие, являются частичными позитивными модуляторами mGluR1 и mGluR2, селективными антагонистами mGluR3, частичными антагонистами mGluR8.